# Alatostatina
Las alatostatinas son hormonas neuropéptidas de insectos y crustáceos. Tienen la doble función de inhibir la producción de hormona juvenil y de reducir el apetito. Por eso son objeto de estudios como posibles insecticidas.

## Tipos
Hay tres tipos bioquímicos de alatostatina  que han sido nombrados A, B y C. Todas están presentes en la mosca de la fruta, Drosophila, si bien originalmente se las identificó en otros insectos. Normalmente estos tipos de alatostatinas no se encuentran en las mismas neuronas y probablemente tienen diferentes funciones.

## Control del consumo de alimentos
Las alatostatinas se encuentran en un pequeño grupo de neuronas, el ganglio frontal. También están presentes en los axones que salen del ganglio frontal y que corren a lo largo de la superficie del intestino. La aplicación de pequeñas cantidades de alatostatina inhibe las contracciones espontáneas del intestino. Todos los tres tipos de alatostatinas cumplen esta función.

## Interacción con hormona juvenil
La hormona juvenil es sintetizada en las corpora allata o cuerpos alados. En todos los insectos estudiados, por lo menos una de las tres alatostatinas inhibe la biosíntesis de hormona juvenil. Esto tiene lugar por liberación paracrina de alatostatina de las neuronas cerebrales que terminan en los cuerpos alados. La señal es transducida por receptores acoplados a proteínas G (RAPG), pero aun no se conoce la vía intracelular. Otros neurotrasmisores también pueden inhibir la síntesis de hormona juvenil. 